# Encarnación Tabares Plasencia
 Encarnación Tabares Plasencia (* 1973 in San Bartolomé auf Lanzarote) ist eine spanische Juristin, Übersetzerin und Sprachwissenschaftlerin.
Seit 2003 lehrt sie im Bereich iberoromanische Sprach- und Übersetzungswissenschaft am Institut für Angewandte Linguistik und Translatologie (IALT) an der Universität Leipzig.

## Leben und beruflicher Werdegang
Von 1992 bis 1997 studierte sie an der Philologischen Fakultät der Universität La Laguna Philologie und schloss das Studium mit dem Abschluss Licenciada en filología (Magister der Philologie) ab. Der Schwerpunkt lag hierbei auf Klassischer Philologie und Hispanistik.
Von 1997 bis 2002 studierte sie an der Juristischen Fakultät derselben Universität und beendete dieses Studium erfolgreich als Volljuristin.
Zeitgleich promovierte sie von 1998 bis 2004 am Institut für Hispanistik der Philologischen Fakultät der Universität La Laguna zu dem Thema El habla tradicional de la Gomera (Die traditionelle Sprache auf La Gomera). Für ihre Promotion erhielt Tabares Plasencia das Prädikat summa cum laude.
Seit 2003 lehrt sie am Institut für Angewandte Linguistik und Translatologie der Universität Leipzig. Neben ihrer Lehrtätigkeit arbeitet sie als freiberufliche Übersetzerin und publiziert in den Bereichen Linguistik, Übersetzungswissenschaft und Recht.
Tabares Plasencia ist verheiratet und lebt in Leipzig. Sie hat eine Tochter.

## Forschungsschwerpunkte
Ihre Forschungsschwerpunkte sind spanische Dialektologie, Lexikographie und Phraseologie sowie Judenspanisch, komparative Linguistik und Stilistik der Fachsprachen, Terminologie und Phraseologie der Rechtssprache, Beziehungen zwischen Sprache, Literatur und Recht sowie deutschsprachige Reiseliteratur über die Kanarischen Inseln.

## Lehre
- Übersetzung (Einführung, allgemeinsprachliche Texte, wissenschaftliche Texte, Konferenztexte, juristische Fachtexte)
- Terminologiearbeit
- Kulturstudien Spaniens
- Dolmetschen
- Sprachpraxis Spanisch
- Textanalyse
- Wortbildung
- Sprachwandel

## Internationale Projekte und Forschungsgruppen
- Mitglied der Forschungsgruppe: Can-Al (Canarias-Alemania)[2] der Universität La Laguna (Spanien) (seit 2006).
- Mitglied der Forschungsgruppe: Estudio y enseñanza de discursos especializados y nuevas tecnologías der Universität Málaga.
- Mitglied des Projekts: Descripción funcional contrastiva de textos especializados en español, alemán y francés enfocada hacia la traducción (Translationsorientierte Beschreibung ausgewählter Textsorten im Sprachenpaar Spanisch – Deutsch) (mit Ausweitung auf das Sprachenpaar Französisch-Deutsch) in Zusammenarbeit mit der Universität Granada.
- Mitglied der Forschungsgruppe: Estudio y enseñanza de discursos especializados y nuevas tecnologías der Universität Málaga.
- Mitglied der Forschungsstelle: Judenspanisch der Universität Leipzig.
- Mitglied der Forschungsgruppe: Análisis semántico del lenguaje. Projektleiter: Marcial Morera Pérez (Universität La Laguna).
- Mitglied des Forschungsprojekts: Estudio global de los gentilicios en la lengua española.[3]
- Mitglied des Programms Internationale Studien- und Ausbildungspartnerschaften (ISAP) (Universität Leipzig – Universität Concepción (Chile)).

## Publikationen (Auswahl)
Encarnación Tabares Plasencia hat zahlreiche Beiträge für deutsch- und spanischsprachige Fachzeitschriften verfasst.
- Literatura y Derecho en el Libro de buen amor. La fábula del lobo y la raposa. Sevilla: Editorial Doble J. (2005)
- Islas Canarias. Cuadros de viaje (in Zusammenarbeit mit José Juan Batista Rodríguez). La Laguna: Centro de la Cultura Popular Canaria. (2006)
- Vocabulario tradicional de La Gomera. Santa Cruz de Tenerife: Academia Canaria de la Lengua. 2 Bände. (2006)
- Mikrofunktionen in Arbeitsverträgen. Deutsch-spanisch (in Zusammenarbeit mit Karin Vilar Sánchez, Mirjam Reischert, Elke Krüger und Vessela Ivanova), Bern: Peter Lang (Publikation auf CD, 2007)
- Translatione via facienda. Festschrift für Christiane Nord zum 65. Geburtstag (Mitherausgabe mit  Gerd Wotjak und Vessela Ivanova). Frankfurt am Main: Peter Lang (2009)
- Tiempo, espacio y relaciones espacio-temporales en la fraseología y paremiología españolas (Mitherausgabe mit Esteban Montoro del Arco und Carsten Sinner). München: Peniope (2012)